# Bracon onukii
Bracon onukii är en stekelart som beskrevs av Watanabe 1932. Bracon onukii ingår i släktet Bracon och familjen bracksteklar. Inga underarter finns listade.